# Wrzosy (województwo wielkopolskie)
Wrzosy – osada w Polsce położona w województwie wielkopolskim, w powiecie ostrzeszowskim, w gminie Doruchów. Miejscowość wchodzi w skład sołectwa Doruchów II.
W latach 1975–1998 miejscowość administracyjnie należała do województwa kaliskiego.